# 三次元球面

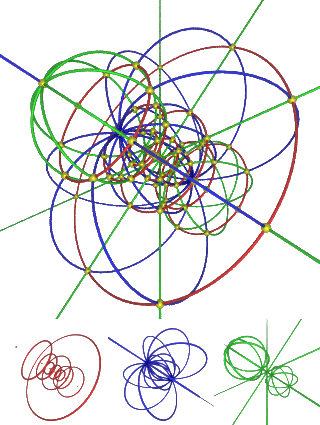
立体射影した超球面上の緯線 (赤), 経線 (青), 陪経線 (緑). 立体射影は等角写像であるから, これら直線は四次元空間において直交する (交点 (黄)).

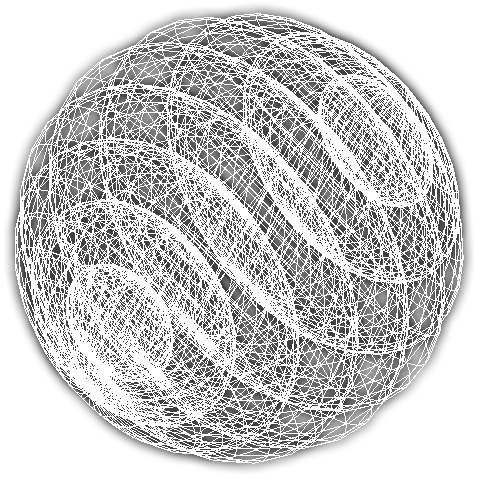
三次元球面を三次元空間に直交射影したもの。表面を格子で覆うことで、断面として、三次元空間内の二次元球面の構造が見えているはずである。

数学における三次元球面（さんじげんきゅうめん、英: 3-sphere; 3-球面）、三次元超球面（さんじげんちょうきゅうめん）あるいはグローム (英: glome) は、通常の球面の高次元版である超球面の特別の場合である。四次元ユークリッド空間内の三次元球面は、固定された一点を「中心」として等距離にある点全体の成す点集合として定義することができる。通常の球面（つまり、二次元球面）が三次元の立体である球体の境界を成すのと同様、三次元球面は四次元の立体である四次元球体の境界となる三次元の幾何学的対象である。三次元球面は、三次元多様体の一つの例を与える。

## 定義
四次元の直交座標系を用いるならば、中心 (C0, C1, C2, C3) および半径 r を持つ三次元球面とは、四次元の実座標空間 ℝ4 において {\displaystyle \sum _{i=0}^{3}(x_{i}-C_{i})^{2}=(x_{0}-C_{0})^{2}+(x_{1}-C_{1})^{2}+(x_{2}-C_{2})^{2}+(x_{3}-C_{3})^{2}=r^{2}} を満たす点 (x0, x1, x2, x3) 全体の成す集合に等しい。原点を中心とする半径 1 の三次元球面を三次元単位球面 (unit 3-sphere) と呼び、ふつう S3 で表す。式で書けば: {\displaystyle S^{3}:=\{(x_{0},x_{1},x_{2},x_{3})\in \mathbb {R} ^{4}:x_{0}^{2}+x_{1}^{2}+x_{2}^{2}+x_{3}^{2}=1\}.}
実四次元座標空間 ℝ4 を複素二次元座標空間 ℂ2 や一次元の四元数座標空間 ℍ と見なすことはしばしば有用である。それぞれの場合に三次元球面は {\displaystyle S^{3}=\{(z_{1},z_{2})\in \mathbb {C} ^{2}:|z_{1}|^{2}+|z_{2}|^{2}=1\}} あるいは {\displaystyle S^{3}=\{q\in \mathbb {H} :\|q\|=1\}} と書くことができる。
最後の、三次元球面を「ノルム 1」の四元数全体として表す記法では、三次元球面は四元数体におけるベルソル（単位四元数）全体の成す集合として同定されている。平面極座標において単位円が重要であるのとまったく同じに、四元数の乗法の構造を入れた四次元空間内の極表示において三次元球面は重要な役割を果たす。
三次元球面をこのように見る立場は、Georges Lemaîtreによる楕円型空間の研究の基礎である。

## 性質

### 初等的性質
半径 r の三次元球面の三次元（超）表面積は {\displaystyle 2\pi ^{2}r^{3}} で与えられ、同球面の囲む四次元（超）体積は {\displaystyle {\frac {1}{2}}\pi ^{2}r^{4}} で与えられる。
三次元球面が三次元超平面との交わりを持てば、その交わりは二次元球面である（ただし、超平面が超球面に接するときには一点になる）。三次元球面が与えられた一つの超平面を通り抜ける様子は、それらの交わりが一点から始まって次第に大きくなり、極大に達するのは超平面がちょうど三次元球面の「赤道」を切り取る位置に来るときで、その後ふたたび交わりである二次元球面は次第に小さくなり一点となったところで三次元球面は超平面を離れる、というふうに観察できる。

### 位相的性質
三次元球面はコンパクトで連結かつ単連結な境界のない三次元多様体である。これが意味するところは、広い意味で言えば、三次元球面上のどのようなループ（循環路）も、三次元球面の面上を離れることなく連続的に一点に縮めることができるということである。かのポワンカレ予想（2003年にグレゴリー・ペレルマンが証明した）は、上記の性質を満たす三次元多様体は（同相の違いを除いて）三次元球面だけであることを述べるものである。
三次元球面は三次元ユークリッド空間 R3 の一点コンパクト化に同相である。一般に、三次元球面に同相な任意の位相空間を三次元位相球面 (topological 3-sphere) と呼ぶ。
三次元球面のホモロジー群は、0 次および 3 次が無限巡回群 Z でそれ以外はすべて {0} である:
S3 のホモロジー群
H0(S3, Z) = H3(S3, Z) = Z, Hi(S3, Z) = {0} (∀i (≠ 0, 3)).
これとまったく同じホモロジー群を持つ任意の位相空間を三次元ホモロジー球面。アンリ・ポアンカレは初め、任意の三次元ホモロジー球面は S3 に同相であろうと予想したが、自身の手でこんにちポワンカレホモロジー球面と呼ばれる反例を構成して、予想は否定的に解決された。今ではホモロジー球面は無限個存在することが知られている。例えば、三次元球面上にある任意の結び目についての傾き 1/n のデーン充填はホモロジー球面を与えるが、これらは典型的には三次元球面に同相でない。
同様にホモトピー群は π1(S3) = π2(S3) = {0} および π3(S3) = Z であり、それより高次（以下の表で k ≥ 4）の場合は全て有限アーベル群となるが、その現れ方は単純に記述できるようなパターンにはなっていない。より詳細は球面のホモトピー群を見よ。
| k      | 0 | 1 | 2 | 3 | 4  | 5  | 6   | 7  | 8  | 9  | 10  | 11 | 12    | 13     | 14        | 15    | 16 |
| πk(S3) | 0 | 0 | 0 | Z | Z2 | Z2 | Z12 | Z2 | Z2 | Z3 | Z15 | Z2 | Z2⊕Z2 | Z12⊕Z2 | Z84⊕Z2⊕Z2 | Z2⊕Z2 | Z6 |

### 幾何学的性質
三次元球面は自然に滑らかな多様体（実は R4への閉埋蔵多様体）になる。 R4 上のユークリッド距離から三次元球面上の距離が導かれ、三次元球面はリーマン多様体となる。任意の二次元球面がそうであったように、任意の三次元球面も一定の正の断面曲率を持ち、その値は半径を r とすれば 1/r2 に等しい。
三次元球面の興味深い幾何学的性質には、それが（四元数の乗法によって与えられる）自然なリー群構造を持つという事実に由来するものがたくさんある（後述）。ほかの次元の球面で同様の構造を持つものは、零次元および一次元（円周群）に限られる。
二次元球面の場合と異なり、三次元球面上では至る所消えないベクトル場（接束の切断）を持つ。さらには、至る所消えないベクトル場の線型独立な三つ組さえ存在する（そのようなものとして、三次元球面のリー環の基底となるような左不変ベクトル場の任意の組をとることができる）。このことから、三次元球面は平行化可能であることが分かる。したがって三次元球面の接束は自明である。一般次元の球面における線型独立なベクトル場の数に関する一般の議論は球面上のベクトル場の項を参照せよ。
三次元球面への円周群 T の興味深い群作用が存在して、S3 にはホップ束と呼ばれる主円束の構造が入る。S3 を C2 の部分集合と見る観点ならば、この作用は {\displaystyle (z_{1},z_{2})\cdot \lambda :=(z_{1}\lambda ,z_{2}\lambda )\quad (\forall \lambda \in \mathbb {T} )} で与えられる。この作用の軌道空間は二次元球面 S2 に同相である。S3 は S2 × S1 に同相でないから、ホップ束は自明でない。

## 位相球面としての構成法
三次元球面の構成法はよく知られたものがいくつか存在する。ここではふたつの三次元球体の張り合わせによる方法と三次元ユークリッド空間の一点コンパクト化としての構成法に関して述べる。

### 貼り合わせ
三次元球面は、位相的には、通常の三次元球体二つを、それらの境界を張り合わせることによって得られる。三次元球体の境界は通常の二次元球面であるから、この構成は二つの二次元球面を同一視するということである。（位相的には大きさは関係ないから）同じ大きさの三次元球体を思い浮かべよう、そしてそれらの境界となる二次元球面を併せるように重ね合わせれば、二次元球面上のたがいに対応する点の全体は恒等的に一致させられる。二次元球面を二次元円板の（境界となる円周での）張り合わせで作る場合のアナロジーで、この貼り合わせる二次元球面を「赤道球面」(equatorial sphere) と呼ぶ。
上記の重ね合わせでは、三次元球体の「内部」は貼り合わせてはいけないことに注意しなければならない。四次元で考えるための一つの方策として、三次元球体の各点の三次元座標にそのうえの連続な実数値函数の値を第四の座標として付け加える—たとえば球体の各点での「温度」を考えればよい—という方法が挙げられる。いま、貼り合わせる赤道球面での「温度」が零度であるものとし、一方の三次元球体は「高温」、他方は「低温」の球体と思う。高温のほうを「上半球面」、低温のほうを「下半球面」とする三次元球面が得られており、各三次元球体の中心で最高温度/最低温度をとるものとすれば、それら中心がそれぞれ三次元球面の北極/南極になる。
この構成は、（一つ次元を落とした対応物としての）二次元球面の構成を考えると見通しが立つかもしれない。すなわち、二枚の円板（二次元球体）を境界となる円周（一次元球面）で張り合わせることを考える。二つの円板は直径を同じにしておき、二つの円板を重ね合わせて、境界上の点を貼り合わせる。ここで第三の座標として同様に温度を考えてもよいが、いまは空間座標がもう一つあるから、第三の方向へ膨らませれば、それぞれの円板を北半球と南半球とし貼り合わせた円周が赤道となる二次元球面の姿を見るのは容易であろう。

### 一点コンパクト化
二次元球面から一点を取り除いたものはユークリッド平面に同相であることを思い出そう。同様にして、三次元球面から一点を取り除いたものは三次元ユークリッド空間に同相である。このことを確かめる極めて有効な方法は立体射影によるものである。先に二次元球面の場合について確認しよう。通常の意味での立体射影は、単位二次元球面を三次元空間内の xy-平面の原点に南極 S が載るように置く。北極 N を除く二次元球面上の任意の点 P を、N と P を結ぶ直線 NP と xy-平面との交点へ写すものであった。三次元球面に関する立体射影も、同様の仕方で北極を除く三次元球面上の各点を xyz-空間上の点へ写す。（立体射影は等角射影であるから、球面は球面または平面に写されることに注意。）
指数写像を用いて一点コンパクト化を考えることもできる。ふたたび、二次元球面をユークリッド平面に置いた例で考えれば、平面上の原点を始点とする測地線は球面上の南極を始点とする同じ長さの測地線に写される。このとき、半径 π の円上の点はすべて北極に写るが、開単位円板はユークリッド平面に同相であったから、これもやはり一点コンパクト化であったことがわかる。三次元球面に対する指数写像も同様に構成される。この議論は、三次元球面が単位四元数の成すリー群であるという事実を用いてもできる。

## 座標系
三次元球面 S3 に対して四次元ユークリッド空間の四つの直交座標成分は冗長である（球面上では条件として x 2
0  + x 2
1  + x 2
2  + x 2
3  = 1 が成り立っているから）。三次元多様体として S3 は三成分の座標系でパラメタ付けられなければならない（これはちょうど、通常の二次元球面が経度と緯度の二つの座標成分でパラメタ取られるというのと対応している）。S3 の非自明な位相のおかげで、球面全体をカバーする単一の座標系をとることが可能である。二次元球面の場合と同様、そのような座標系は少なくとも二つの座標チャートを用いなければならない。いくつか代表的な座標系のとり方を以下に挙げる。

### 超球面座標系
二次元球面 S2 上の通常の球面座標系に対応するものとして、S3 上の超球面座標系の一種を入れることは想定しやすい。この場合、とり方は一つではないけれども、三つのパラメタ (ψ, θ, φ) を用いて 
 のように取ればよい。ψ を任意の値で固定するとき、二つのパラメタ θ, φ は半径 sin(ψ) の二次元球面を描くことに注意せよ（ただし、ψ が 0 または π のときは退化して一点を表す）。
この座標系に関して、三次元球面上の球面距離 (round metric) は {\displaystyle {\mathit {ds}}^{2}=r^{2}[{\mathit {d\psi }}^{2}+\sin ^{2}\psi ({\mathit {d\theta }}^{2}+\sin ^{2}\theta \,{\mathit {d\phi }}^{2})]} で与えられ、また体積要素（あるいは体積形式）は {\displaystyle {\mathit {dV}}=r^{3}(\sin ^{2}\psi \,\sin \theta ){\mathit {d\psi }}\wedge {\mathit {d\theta }}\wedge {\mathit {d\phi }}} と与えられる。
これらの座標は四元数を用いる洗練された記述の仕方がある。任意の単位四元数 q が適当な単位虚四元数 τ (τ2 = -1) を用いて、ベルソル として {\displaystyle q=e^{\tau \psi }=\cos \psi +\tau \sin \psi } と表せることを想起せよ（オイラーの公式の四元数版）。いま単位虚四元数は三次元空間 ℑm H 内の二次元単位球面上に載っているから、上記の τ はいつでも {\displaystyle \tau =(\cos \theta )i+(\sin \theta \cos \varphi )j+(\sin \theta \sin \phi )k} の形（通常の球面座標系を用いた表示）に書くことができて、これを用いて q を {\displaystyle q=e^{\tau \psi }=:x_{0}+x_{1}i+x_{2}j+x_{3}k} と書き下せば、ここに xi (i = 0, 1, 2, 3) は先の変換式 1 を満たすものであると識れる。
単位四元数 q で空間回転を記述するとき（cf. 四元数と空間回転)、上記の表示は τ の周りに 2ψ の角度で回ることを述べるものと見ることができる。

### ホップ座標系

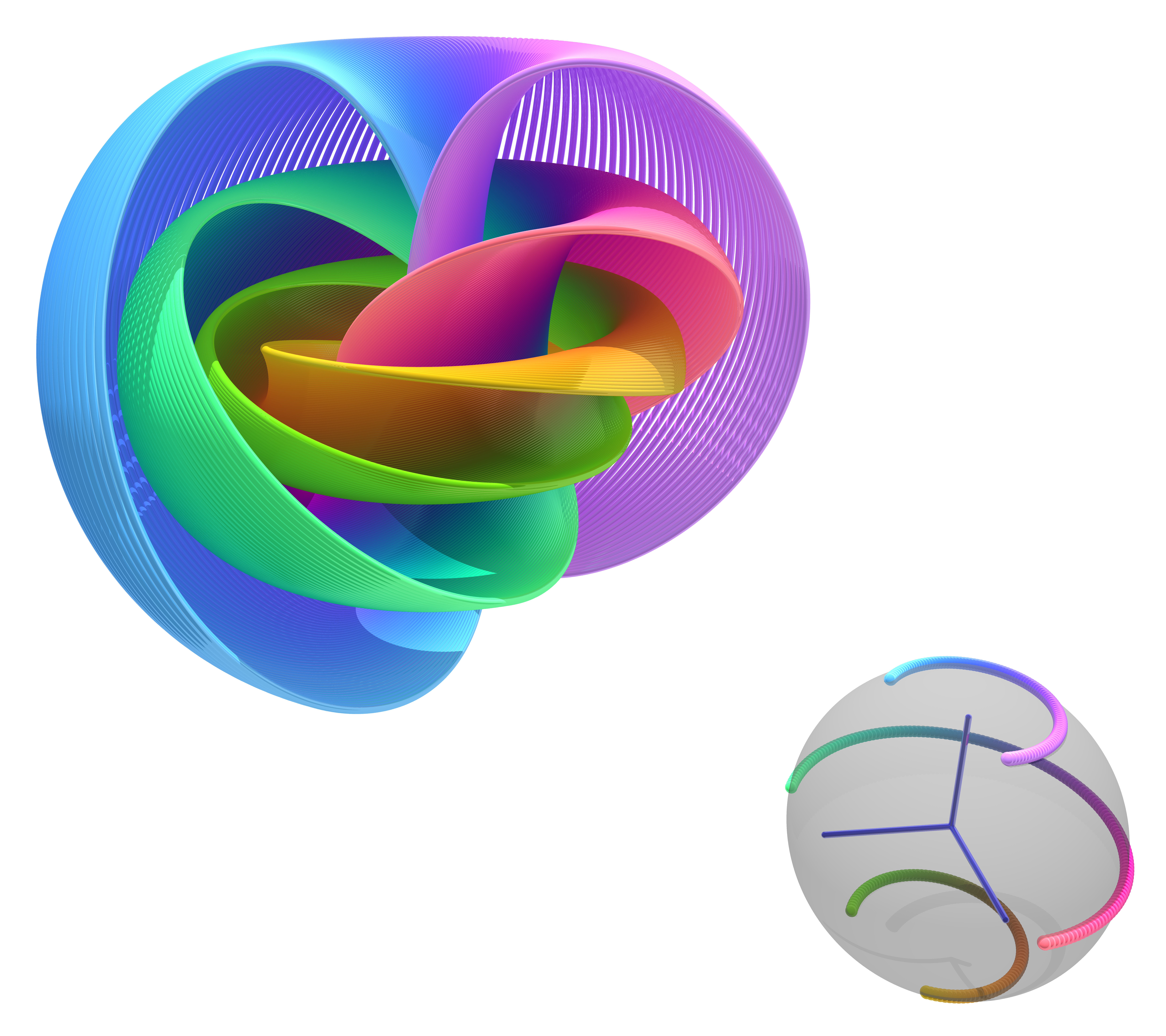
ホップファイブレーションは S3 の R3 への立体射影を用いて視覚化することができて、それにより R3 は球状に押し固められる。画像は S2 上の点とそれに対応するファイバーが同じ色で示してある。

半径 r が 1 のとき、別の超球面座標系 (η, ξ1, ξ2) が、S3 の C2 への埋め込みを用いて以下のように与えられる。複素座標 (z1, z2) ∈ C2 をいま {\displaystyle {\begin{aligned}z_{1}&=e^{i\,\xi _{1}}\sin \eta \\z_{2}&=e^{i\,\xi _{2}}\cos \eta \end{aligned}}} の形に取る。これはまた R4 の点として {\displaystyle {\begin{aligned}x_{0}&=\cos \xi _{1}\sin \eta \\x_{1}&=\sin \xi _{1}\sin \eta \\x_{2}&=\cos \xi _{2}\cos \eta \\x_{3}&=\sin \xi _{2}\cos \eta \end{aligned}}} と書くこともできる。ここに η は 0 から π/2 の範囲を動き、また ξ1 および ξ2 は 0 と 2π の間の任意の値をとることができる。これらの座標系は、三次元球面をホップ束 {\textstyle S^{1}\to S^{3}\to S^{2}} として記述するのに有用である。
η を 0 と π/2 の間の任意の値で止めて考えるとき、座標 (ξ1, ξ2) は二次元トーラスをパラメタ付ける。ξ1 および ξ2 の各々を一定とすることで描かれる円形の軌跡は、トーラス上の直交格子を描く（図を参照）。退化する場合（η が 0 または π/2 のとき）これらの座標は円周を描く。

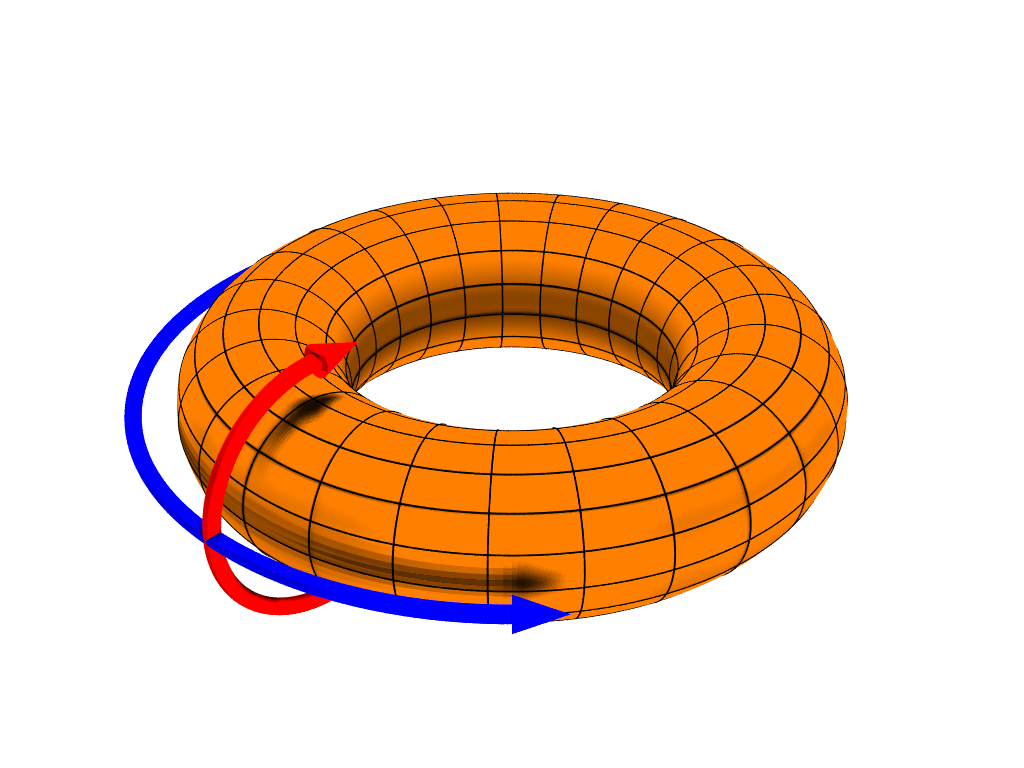
模式図は極方向 (ξ_{1}-方向) が赤矢印、周方向 (ξ_{2}-方向) が青矢印でそれぞれ示されている。ただし平坦トーラスの場合には、どちらが極方向 (poloidal) でどちらが周方向 (toroidal) かは任意である。

この座標系のもとで三次元球面上の球面距離は {\displaystyle {\mathit {ds}}^{2}={\mathit {d\eta }}^{2}+\sin ^{2}\eta \,{\mathit {d\xi }}_{1}^{2}+\cos ^{2}\eta \,{\mathit {d\xi }}_{2}^{2}} で、また体積要素は {\displaystyle {\mathit {dV}}=\sin \eta \cos \eta \,{\mathit {d\eta }}\wedge {\mathit {d\xi }}_{1}\wedge {\mathit {d\xi }}_{2}} で、それぞれ与えられる。
ホップファイブレーションでの間を埋める円周たち (interlocking circles) を得るには、上記の方程式を単純に {\displaystyle {\begin{aligned}z_{1}&=e^{i\,(\xi _{1}+\xi _{2})}\sin \eta \\z_{2}&=e^{i\,(\xi _{1}-\xi _{2})}\cos \eta \end{aligned}}} と置きかえればよい。
この場合 η, ξ1 がどの円かを特定し、ξ2 が各円に沿った位置を特定する。ξ1 または ξ2 の何れかについてぐるりと一周 (0 から 2π まで) すれば、トーラスの両の軸となる全円が描かれる。

### 立体座標系
もう一つ便利な座標系が、S3 の極点からそれに対応する赤道超平面となる R3 への立体射影から得られる。例えば、点 (−1, 0, 0, 0) からの射影により、S3 上の各点 p は {\displaystyle p:=\left({\frac {1-\|u\|^{2}}{1+\|u\|^{2}}},{\frac {2\mathbf {u} }{1+\|u\|^{2}}}\right)={\frac {1+\mathbf {u} }{1-\mathbf {u} }}} なる形に書くことができる。ただし、u = (u1, u2, u3) は R3 のベクトルで ‖ u ‖2 = u 2
1  + u 2
2  + u 2
3  である。上記の二つ目の等号は、p を単位四元数と同一視し、また u を純虚四元数 u1i + u2j + u3k と同一視してのものである（四元数の乗法は一般に非可換だが、上記の式における分母分子は可換であることに注意）。この射影の逆写像は S3 上の点 p = (x0, x1, x2, x3) を {\displaystyle \mathbf {u} :={\frac {1}{1+x_{0}}}(x_{1},x_{2},x_{3})} へ写す。
点 (1, 0, 0, 0) からの射影も同様に考えることができて、この場合は点 p が R3 の別のベクトル v = (v1, v2, v3) を用いて {\displaystyle p:=\left({\frac {-1+\|v\|^{2}}{1+\|v\|^{2}}},{\frac {2\mathbf {v} }{1+\|v\|^{2}}}\right)={\frac {-1+\mathbf {v} }{1+\mathbf {v} }}} の形に与えられる。逆写像は p を {\displaystyle \mathbf {v} :={\frac {1}{1-x_{0}}}(x_{1},x_{2},x_{3})} に写す。
u-座標は (−1, 0, 0, 0) を各点で定義され、v-座標は (1, 0, 0, 0) を除く各点で定義されることに注意せよ。これらにより S3 上の二つの座標チャート（この二つを合わせると S3 の全域がカバーできる）からなるアトラスが定まる。これら二つのチャートが重なる部分における局所座標の間の座標変換は {\displaystyle \mathbf {v} ={\frac {1}{\|u\|^{2}}}\mathbf {u} } およびこの式の u と v の役割を入れ替えたもので与えられることに注意。

## 群構造
単位四元数全体の成す集合と見なすとき、S3 は重要な構造として、四元数の乗法構造を持つことにる。単位四元数の全体は乗法のもとで閉じている（積閉集合である）から、S3 自身に群の構造が入ることになる。さらに言えば、四元数の乗法は連続、さらに滑らかであるから、S3 は位相群、さらに実リー群となる: S3 は三次元の非可換コンパクトリー群である。リー群としての S3 はしばしば 斜交群 Sp(1) やユニタリ群 U(1, H) などと書かれる。
このようにリー群の構造を入れることのできる超球面は、単位円 S1—単位複素数全体の成す集合と見て—および S3—単位四元数の全体として—のみであることがわかる。同様の議論により、たとえば S7 を単位八元数全体の成す集合と見てリー群とすることができそうにも思われるが、これは八元数の乗法が結合性を持たないために正しい主張とはならない。八元数構造から S7 に入る重要な性質としては平行化可能性があり、平行化可能な超球面は S1, S3, S7 に限られる。
四元数の行列表現を用いれば、S3 も行列表現することができるが、そのような表現の一つにパウリ行列を用いた表現 {\displaystyle x_{1}+x_{2}i+x_{3}j+x_{4}k\longmapsto {\begin{pmatrix}\;\;\,x_{1}+ix_{2}&x_{3}+ix_{4}\\-x_{3}+ix_{4}&x_{1}-ix_{2}\end{pmatrix}}} がある。この写像は、四元数体 ℍ から 2 × 2 行列環 M(2; ℂ) への単射な多元環準同型を与える。この行列表現では四元数 q の絶対値 ‖ q ‖ が q の表現行列の行列式の平方根に等しいという性質がある。したがってこの行列表現から、単位四元数全体の成す集合は行列式 1 の表現行列全体として得ることができるが、それはちょうど特殊ユニタリ群 SU(2) であるから、リー群としての S3 は SU(2) に同型となることがわかる。ホップ座標系 (η, ξ1, ξ2) を用いるならば、SU(2) の任意の元を {\displaystyle {\begin{pmatrix}e^{i\,\xi _{1}}\sin \eta &e^{i\,\xi _{2}}\cos \eta \\-e^{-i\,\xi _{2}}\cos \eta &e^{-i\,\xi _{1}}\sin \eta \end{pmatrix}}} の形に書くことができる。同じ結果は、SU(2) の各元の行列表現をパウリ行列の線型結合として表す方法でも得られる。任意の元 U ∈ SU(2) は {\textstyle U=\alpha _{0}I+\sum _{i=1}^{3}\alpha _{i}J_{i}} の形に書けることがわかるが、U の行列式が +1 という条件は、この式の係数列 (αi) が三次元球面上にあるという制約を含意する。

## 注